# Elezioni parlamentari in Repubblica Ceca del 1992
Le elezioni parlamentari in Repubblica Ceca del 1992 si tennero il 5 e 6 giugno per il rinnovo del Consiglio nazionale ceco, poi divenuto Camera dei deputati. In seguito all'esito elettorale, Václav Klaus, espressione del Partito Democratico Civico, divenne Presidente del Governo.

## Risultati
| Liste                                                                     | Voti      | %     | Seggi |
| ------------------------------------------------------------------------- | --------- | ----- | ----- |
| Partito Democratico Civico - KDS                                          | 1 924 483 | 29,73 | 76    |
| Blocco di Sinistra (Partito Comunista di Boemia e Moravia - DL ČSFR)      | 909 490   | 14,05 | 35    |
| Socialdemocrazia Cecoslovacca                                             | 422 736   | 6,53  | 16    |
| Unione Sociale Liberale (SZ - ČSS - ZS - HZNO)                            | 421 988   | 6,52  | 16    |
| Unione Cristiana e Democratica - Partito Popolare Cecoslovacco            | 406 341   | 6,28  | 15    |
| Partito Repubblicano di Cecoslovacchia                                    | 387 026   | 5,98  | 14    |
| Alleanza Democratica Civica                                               | 383 705   | 5,93  | 14    |
| Movimento per la Democrazia Autonoma - Società per la Moravia e la Slesia | 380 088   | 5,87  | 14    |
| Movimento Civico                                                          | 297 406   | 4,59  | –     |
| Movimento dei Pensionati per la Sicurezza della Vita                      | 244 319   | 3,77  | –     |
| Partito degli Imprenditori, dei Commercianti e dei Contadini              | 203 654   | 3,15  | –     |
| Club dei Militanti Apartitici                                             | 174 006   | 2,69  | –     |
| Iniziativa Indipendente                                                   | 88 823    | 1,37  | –     |
| Partito degli Amici della Birra                                           | 83 959    | 1,30  | –     |
| Movimento per la Giustizia Sociale                                        | 69 621    | 1,08  | –     |
| Democratici 92 per uno Stato Comune                                       | 37 839    | 0,58  | –     |
| Iniziativa Civica dei Rom                                                 | 16 854    | 0,26  | –     |
| Partito Repubblicano e Unità Democratica Nazionale                        | 11 115    | 0,17  | –     |
| Partito Sociale Nazionale - Partito Nazionale Sociale Cecoslovacco        | 9 797     | 0,15  | –     |
| Totale                                                                    | 6 473 250 | 100   | 200   |